# نصب تجارة العملات
نصب تجارة العملات أو نصب الفوركس (Foreign exchange fraud) هو أي نظام تداول للعملات يستخدم للاحتيال على العملاء من خلال إقناعهم بأنه يمكنهم الحصول على ربح مرتفع من خلال التداول في سوق العملات الأجنبية. أصبح نصب تجارة العملات شكلا شائعا من أشكال الاحتيال في أوائل عام 2008، وفقا لما ذكره مايكل دون من لجنة تداول السلع الآجلة في الولايات المتحدة.
سوق تداول العملات الأجنبية في أحسن الأحوال لعبة صفرية، وهذا يعني أنه مهما كان أحد المتداولين يربح، هناك من يخسر في المقابل. لذلك تجبر بعض هيئات التراخيص الرقابية عند التداول على عقود الفروقات، مثل الهيئة الرقابية البريطانية والسلوك المالي (FCA ) , تجبر هذه الهيئات شركات التداول على الإفصاح عن نسبة المتداولين الذين خسروا اموالهم.

## تدخلات الحكومة الأمريكية
في أغسطس من العام 2008، أنشأت لجنة تداول السلع الأجلة فرقة عمل خاصة لمعالجة تزايد حالات النصب في العملات الأجنبية. وفي يناير من العام 2010، اقترحت لجنة التجارة الحرة قواعد جديدة تحد من الرافعة المالية لتحدها إلى 10 إلى 1، استنادا إلى «عدد من الممارسات غير السليمة» في سوق تبادل العملات، ومن بينها التحريض على النصب، والافتقار إلى الشفافية في التسعير وتنفيذ المعاملات، وعدم الاستجابة لشكاوى العملاء، واستهداف القصر، وكبار السن، ومحدودي الدخل وغيرهم من الضعفاء.

## أنواع النصب
وقد تشمل أنواع النصب التلاعب بحسابات العملاء بغرض توليد العمولات، وبيع برمجيات التي من المفترض أن تجلب للعميل أرباح كبيرة، وإدارة حسابات بشكل غير سليم والإعلانات الكاذبة، وسلسلة بونزي والترويج إلى أن تداول العملات هو استثمار منخفض المخاطر، وذو أرباح كبيرة.

## الرافعة الكبيرة
من خلال تقديم رافعة مالية عالية، يشجع بعض وصطاء صناع السوق التجار على التداول بصفقات كبيرة للغاية. في حين أن تجار العملة المحترفين مثل البنوك وصناديق التحوط لا يميلون إلى استخدام أكثر من 10: 1 من الرافعة المالية، بينما يمكن لعملاء التجزئة الحصول على رافعة مالية بين 50: 1 و 400: 1.

## إجراءات الجهات المنظمة
وللمساعدة في إظهار الشفافية، تنشر بعض السلطات التنظيمية للرأي العام ما يلي: قائمة بالشركات الخاضعة للتنظيم، وتحذيرات للشركات الخاضعة للتنظيم، والقضايا التي تفتح ضد الشركات الخاضعة للتنظيم، والغرامات المفروضة على الشركات الخاضعة للتنظيم، وإلغاء ترخيص الشركات، وكذلك إعلانات الأخبار العامة .

## روابط خارجية
- الفوركس تجارة رابحة أم نصب واحتيال؟